# ارید
ال آرید یک منطقهٔ مسکونی در اردن است که در استان مادبا واقع شده‌است.